# Верхазовское муниципальное образование
Верхазовское муниципальное образование — сельское поселение в Дергачёвском районе Саратовской области Российской Федерации.
Административный центр — село Верхазовка.

## История
Статус и границы сельского поселения установлены Законом Саратовской области от 27 декабря 2004 года № 87-ЗСО «О муниципальных образованиях, входящих в состав Дергачёвского муниципального района».

## Население
| 2010 | 2011 | 2012 | 2013 | 2014 | 2015 | 2016 |
| ---- | ---- | ---- | ---- | ---- | ---- | ---- |
| 806  | ↘804 | ↘773 | ↘736 | ↘730 | ↘714 | ↘701 |
| 2017 | 2018 | 2019 | 2020 | 2021 |      |      |
| ↘669 | ↘644 | ↘627 | ↘613 | ↘467 |      |      |

## Состав сельского поселения
| № | Населённый пункт | Тип населённого пункта       | Население |
| - | ---------------- | ---------------------------- | --------- |
| 1 | Верхазовка       | село, административный центр | ↘467      |